# Apocalyptica (singolo)
Apocalyptica è il primo singolo degli Apocalyptica, uscito nel 1996, prima di Plays Metallica by Four Cellos. Contiene le cover di due vecchie canzoni tipiche del Natale: Oh Holy Night e Little Drummer Boy.

## Tracce
1. Oh Holy Night
2. Little Drummer Boy

## Formazione
- Eicca Toppinen - violoncello
- Paavo Lötjönen - violoncello
- Antero Manninen - violoncello
- Max Lilja - violoncello